# Jordi Llopart i Ribas
Jordi Llopart i Ribas   (el Prat de Llobregat, 5 de maig de 1952 - Badalona, 11 de novembre de 2020) fou un atleta català, especialista en proves de marxa.

## Biografia
Va participar, als 28 anys, en els Jocs Olímpics d'Estiu de 1980 realitzats a Moscou (Unió Soviètica), on va aconseguir guanyar la medalla de plata en la prova olímpica dels 50 quilòmetres marxa; va arribar darrere de l'alemany oriental Hartwig Gauder. Posteriorment participà en els Jocs Olímpics d'Estiu de 1984 realitzats a Los Angeles (Estats Units), on fou setè en la mateixa prova, una posició que caigué a la tretzena plaça en els Jocs Olímpics d'Estiu de 1988 celebrats a Seül (Corea del Sud). També guanyà una medalla d'or en el Campionat d'Europa d'atletisme.
El 16 de desembre de 2014 es va fer pública la difícil situació que travessava per culpa de la crisi econòmica, ja que es trobava sense feina amb seixanta-dos anys i dos fills al seu càrrec, malgrat haver estat l'esportista d'elit que va donar la primera medalla olímpica a l'historial de l'atletisme espanyol. El 10 de novembre de 2020 es va anunciar que estava ingressat a l'hospital Can Ruti i en estat de coma irreversible, després d'haver patit un infart. Acabà morint l'endemà a l'edat de 68 anys.

## Palmarès
Internacional
- 1 medalla d'argent als Jocs Olímpics d'Estiu de 1980 en 50 km marxa
- 1 medalla d'or al Campionat d'Europa d'atletisme en 50 km marxa: 1978

Campionats de Catalunya
- 1 Campionat de Catalunya en 30 km marxa: 1984

Campionats d'Espanya
- 1 Campionat d'Espanya en 20 km marxa: 1976
- 8 Campionats d'Espanya en 50 km marxa: 1978, 1979, 1981, 1985, 1986, 1989, 1990, 1991